# Kuusamo
Kuusamo és una ciutat de Finlàndia situada a la província d'Oulu i que pertany a la regió d'Ostrobòtnia del Nord. Té una població de vora 17.000 habitants i cobreix una àrea de 5.804,54 km² dels quals 801.04 km² són aigua. La municipalitat és unilingüe amb només el finès com a llengua activa.
Kuusamo és un gran centre d'interès per la pràctica d'esports d'hivern, i rep prop d'un milió de turistes cada any. És molt coneguda per les competicions internacionals de salt de trampolí, biatló i esquí de fons.